# Sahat Kula

Der Uhrturm von Ioannina (Griechenland)

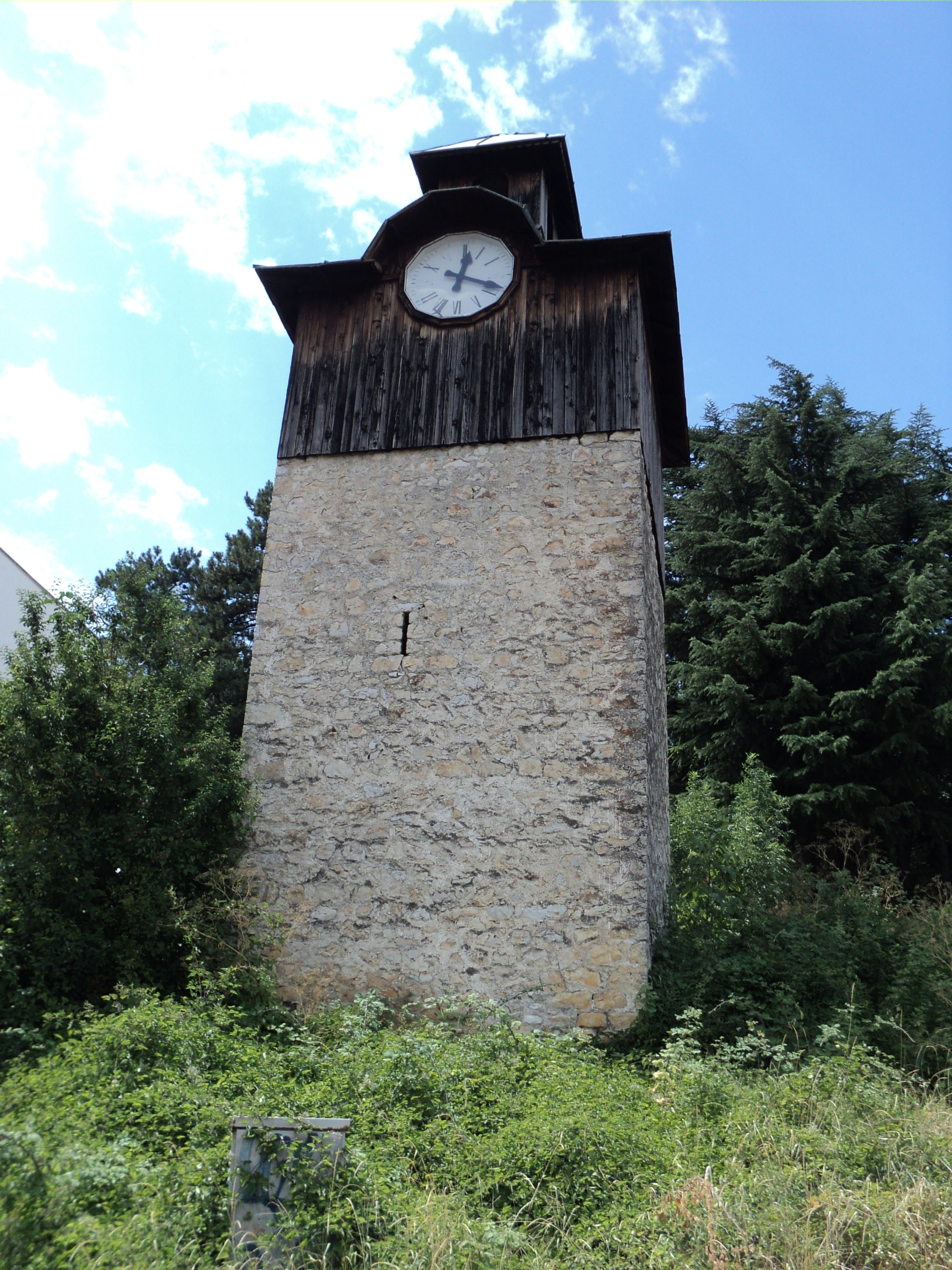
Der Uhrturm von Ohrid (Nordmazedonien)

Sahat Kula (südslawische Schreibweise von persische über türkisch saat: Stunde, Uhr, Zeit; kule: Turm; eigentlich Saat Kulesi) bezeichnet die während der osmanischen Herrschaft auf dem Balkan errichteten Uhrtürme.

## Geschichte
Eine der ersten Stadtuhren im Osmanischen Reich wird im Jahre 1610 erwähnt: Man ließ sie durch französische Meister an einer Moschee in Prizren anbringen. Nicht viel später folgten Uhrtürme in Kanina, Kruja, Elbasan, Jajce, Skopje und Banja Luka; im Laufe des 17. und 18. Jahrhunderts auch in vielen anderen Orten im Sultanat.
Eine Sahat Kula wurde meist nahe einer Hauptmoschee errichtet. Als Vorbild diente der Campanile, wobei die osmanischen Ausführungen nicht immer dem Standard des Vorbilds entsprachen. Die Türme waren meist vier-, sechs- oder achteckig, im Inneren befanden sich eine Holztreppe, die Uhr, sowie eine Glocke mit Schlagmechanismus, welche die Uhrzeit schlug. Anfangs schlugen die Uhren die Zeit „à la turca“, wobei der Sonnenuntergang auf 12 Uhr fiel. Verschiedene Tageslängen erforderten häufige Kontrollen und Korrekturen der Uhr, was einem eigenen Bediensteten, dem Muvekhit, oblag.
Öffentliche Uhren waren auf dem Balkan schon weit früher bekannt. In Dubrovnik wurde ein horologium im Jahre 1389 errichtet.

## Beispiele
- Uhrturm von Skopje
- Uhrturm von Tirana
- Uhrturm von Gjakova
- Uhrturm von Pasardschik
- Uhrturm von Pristina